# Памятник воинам-землякам (Туора-Кюёль, Чурапчинский улус)
«Памятник воинам-землякам, погибшим в годы Великой Отечественной войны (1941—1945 гг.)» — мемориальный памятник-часовня, посвящённый памяти воинов-земляков участников Великой Отечественной войны в селе Туора-Кюёль, Хаяхсытского наслега, Чурапчинского улуса, Республики Саха (Якутия). Памятник истории и культуры местного значения.

## Общая информация
После победоносного окончания Великой Отечественной войны в городах и сёлах республики Якутия стали активно возводить первые памятники и мемориалы, посвящённые павшим солдатам. Памятник воинам-землякам был установлен в селе Туора-Кюёль Чурапчинского улуса. В 1947 году по проекту Лукина Николая Васильевича был установлен памятник в виде часовни. Силами мастера-строителя Кондратьева Петра Николаевича объект был возведён.

## История
По архивным сведениям и документам, в годы Великой Отечественной войны из Хаяхсытского наслега на фронт были отправлены 74 человека, из них 46 бойцов погибли и пропали без вести на полях сражений. Кавалерами орденов стали Н. Е. Артемьев, А. Я. Дорофеев, И. Д. Егоров, М. Д. Климов, И. П. Марков, Н. Г. Родионов, Е. Н. Федоров.
В тяжёлые годы Великой Отечественной войны на север из Хаяхсытского наслега из колхозов «Буденный», «Тумсуу», и «Социализм суола» насильно были переселены 388 человек или 122 хозяйства.

## Описание памятника
Памятник представляет собой трехступенчатую четырехгранную пирамиду, которая была сложена из тесаных лиственничных брёвен. В верхней части этого строения установлена усеченная пирамида, имеющая цилиндрическую верхушку. Пятиконечная красная звезда венчает обелиск. Сам памятник-часовня окрашен в сине-зеленый цвет. Общая высота обелиска 9,0 метров. Памятник имеет двойную входную дверь. По периметру часовни установлены 5 окон. Памятник огорожен деревянным забором из штакетника. На самом памятнике отсутствуют какие-либо таблички, сообщающие информацию о погребенных красноармейцев или имеющию другие надписи.
В соответствии с Приказом Министерства культуры и духовного развития Республики Саха (Якутия) "О включении выявленного объекта культурного наследия «Памятник воинам-землякам, погибшим в годы Великой Отечественной войны (1941—1945 гг.)», расположенного по адресу: Республика Саха (Якутия), Чурапчинский улус (район), Хаяхсытский наслег, с. Туора-Кюель, памятник внесён в реестр объектов культурного наследия народов Российской Федерации и охраняется государством.